# Alberto III Pio di Savoia
Alberto III Pio (Carpi, 23 luglio 1475 – Parigi, 8 gennaio 1531) è stato l'ultimo signore e poi conte di Carpi dal 1477.

## Biografia

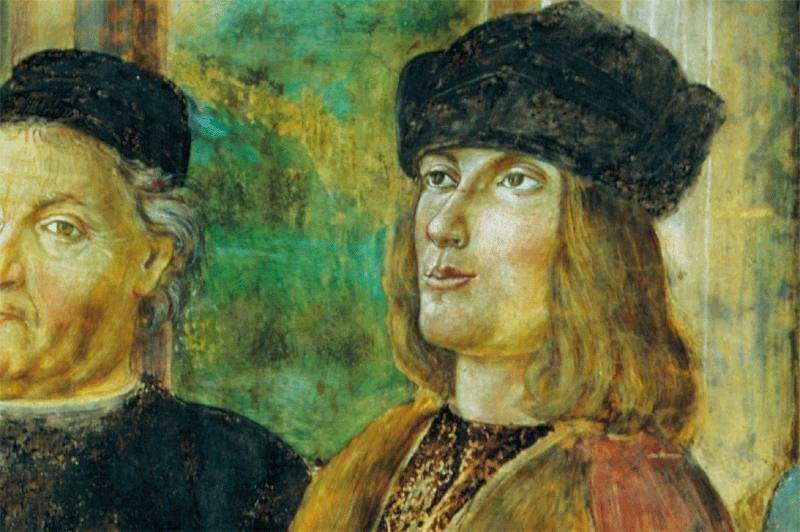
Alberto III con Aldo Manuzio
(Bernardino Loschi).

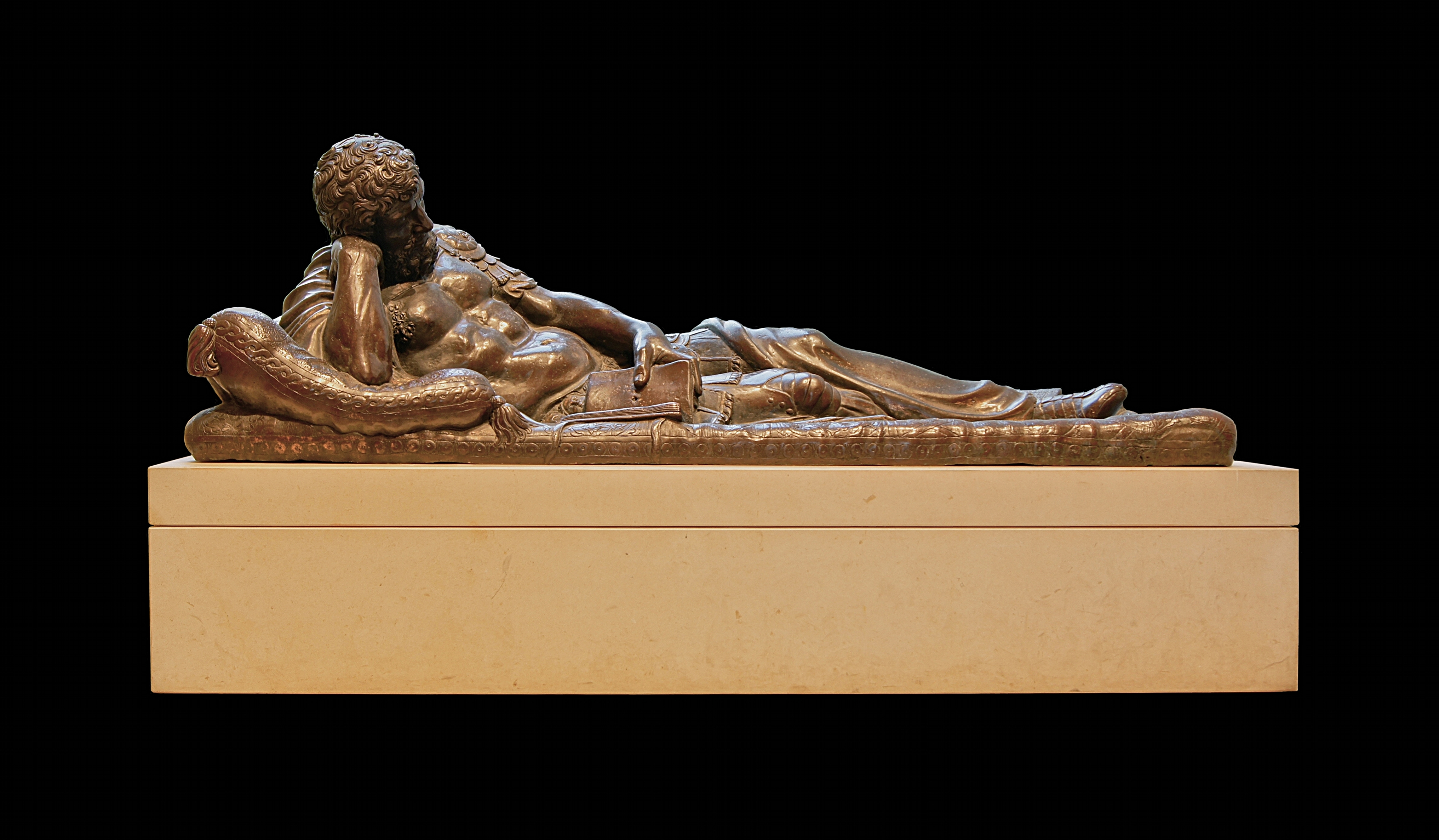
La statua sepolcrale giacente di Alberto III
(Museo del Louvre).

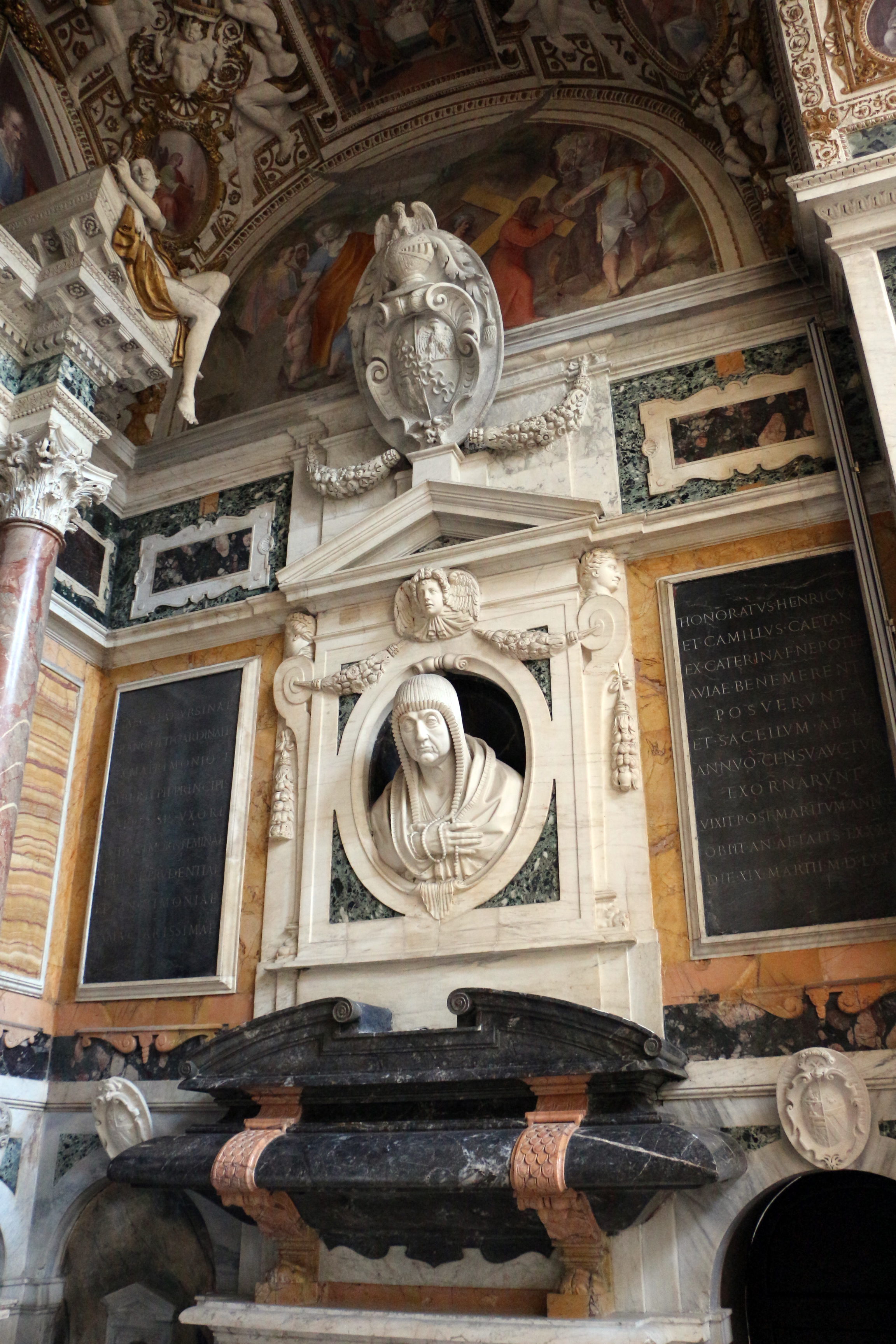
Monumento funebre di Cecilia Orsini, moglie di Alberto III (Chiesa della Trinità dei Monti, Roma).

Primogenito di Lionello I, co-signore di Carpi, e di Caterina Pico, sorella dell'illustre Giovanni Pico della Mirandola, nacque nel castello di Carpi, ed a soli due anni rimase orfano del padre, a cui succedette in condominio con il biscugino, Marco II, e sotto la sua tutela. La madre ne affidò l'educazione all'umanista Aldo Manuzio dietro suggerimento dell'insigne zio, e Marco lo inviò poi a Ferrara ed a Padova per perfezionare i suoi studi; così però lo allontanò dal territorio della signoria prendendo possesso del suo palazzo e dei suoi beni allodiali.
Alberto III comunque ottenne l'investitura signorile da parte dell'imperatore Federico III e rientrò a Carpi nel 1490. Alla morte di Marco II, nel 1494, i dissidi insorti con il di lui figlio, Giberto III Pio di Savoia, che gli era succeduto, provocarono lo scoppio di una vera e propria guerra civile, e quindi l'intervento pacificatore del duca di Ferrara, Ercole I d'Este. In base all'arbitrato da lui imposto nel 1599, Giberto III rinunciò in suo favore al condominio su Carpi e venne in cambio investito del feudo estense di Sassuolo; Alberto III invece rimase l'unico dei Pio a governare Carpi, ma dovette accettare il pericoloso vicino estense come co-signore
Nel 1509 ottenne l'elevazione a contea della signoria di Carpi ed il diritto di batter moneta che, tuttavia, non utilizzò. Proveniente da quella stirpe dei signori di Carpi sempre coinvolti nelle guerre e in frequenti contese familiari, Alberto III Pio fu prima di tutto un diplomatico, e tentò inutilmente di mantenersi neutrale tra il re di Francia e l'imperatore Massimiliano I d'Asburgo. Poiché, in seguito alla morte di quest'ultimo, avvenuta nel 1519, il successore, Carlo V, non confermò ad Alberto III Pio la sua carica di ambasciatore presso la Curia Romana, funzione che gli aveva permesso negli anni di ottenere, tra le altre cose, il titolo di signore di Sarsina e Meldola, decise di aprire le porte di Carpi al re Francesco I di Francia.
La sconfitta dei francesi nella battaglia di Pavia, nel 1525, vide la fine del disegno di Alberto III Pio di conservare Carpi al suo casato: gli spagnoli, infatti, occuparono la città e Alberto, colpevole, agli occhi di Carlo V, di fellonia, fu da lui spogliato della contea, che nel 1530 fu poi concessa definitivamente in feudo alla famiglia degli Este, duchi di Ferrara.
Spogliato dei propri beni si ritirò a Roma come consigliere di papa Clemente VII e fu anche al suo fianco durante il famoso  «sacco» della città. Nell'estate dello stesso anno, però, dovette risolversi ad andare in esilio in Francia. Divenuto terziario francescano, morì a Parigi l’8 gennaio 1531,  all'età di 56 anni, e fu salutato, il 16 dello stesso mese, con una cerimonia funebre solenne alla quale partecipò anche il re Francesco I. Fu sepolto nella chiesa parigina degli Osservanti, più tardi distrutta. Il sovrano francese Luigi XVIII, nell'Ottocento, fece fare delle ricerche sul sito e fu trovata la statua bronzea giacente di Alberto, oggi esposta al Museo del Louvre.
Durante la sua signoria Alberto III Pio, ultimo signore di Carpi indipendente, contribuì alla trasformazione del castello di Carpi in una prestigiosa sede principesca. Fu dunque un attento mecenate e tutti i cantieri iniziati tra il 1514 ed il 1523, nonché buona parte dei dipinti realizzati nei primi anni del XVI secolo, furono da lui commissionati a valenti artisti del tempo quali l'architetto Baldassarre Tommaso Peruzzi, i pittori Bernardino Loschi, Giovanni del Sega e Marco Meloni, l'incisore Ugo da Carpi.
Non avendo figli maschi sopravvissuti, come feudatario pontificio di Meldola e Sarsina e "governatore perpetuo" di Bertinoro gli successe il fidato fratello Lionello II, i cui discendenti conservarono la signoria fino al 1597. Il nipote prediletto ed erede spirituale, Rodolfo Pio, già vescovo di Faenza, sarebbe divenuto di lì a poco influente cardinale di Santa Romana Chiesa.

## Discendenza
Venuta meno la possibilità di sposare nel 1494 Margherita Gonzaga (1487-1537), figlia naturale del marchese di Mantova Francesco II Gonzaga per l'opposizione di quest'ultimo, il 13 febbraio 1518 Alberto prese in moglie Cecilia Orsini (1497 - 17 marzo 1579), figlia del cardinale Franciotto di Monterotondo dal suo matrimonio (precedente ai voti) con Violante Orsini di Monteleone, dalla quale ebbe tre figli: 
- Caterina (1518 ca. - 14 marzo 1557), sposò nel febbraio 1535[8] Bonifacio I Caetani, duca di Sermoneta;
- Margherita (1525 ca. - ?), sposò nel 1544 Gian Girolamo I Acquaviva d'Aragona (1521-1592), duca di Atri;
- n.n, forse chiamato Francesco (dicembre 1524 - giugno 1525).

## Ascendenza
|                                            |                                     |                                                     | Genitori                                          |  |  | Nonni |  |  | Bisnonni                        |  |  | Trisnonni                          |  |
|                                            |                                     |                                                     |                                                   |  |  |       |  |  | Marco I Pio, V signore di Carpi |  |  | Giberto I Pio, IV signore di Carpi |  |
|                                            |                                     |                                                     |                                                   |  |  |       |  |  | Marco I Pio, V signore di Carpi |  |  | Giberto I Pio, IV signore di Carpi |  |
|                                            |                                     | Bianca Casati                                       |                                                   |  |  |       |  |  | Marco I Pio, V signore di Carpi |  |  |                                    |  |
| Alberto II Pio di Savoia, signore di Carpi |                                     |                                                     |                                                   |  |  |       |  |  | Marco I Pio, V signore di Carpi |  |  |                                    |  |
|                                            |                                     | Taddea de' Roberti                                  | Cabrino de’ Roberti                               |  |  |       |  |  |                                 |  |  |                                    |  |
|                                            |                                     | Taddea de' Roberti                                  | Cabrino de’ Roberti                               |  |  |       |  |  |                                 |  |  |                                    |  |
|                                            |                                     | Taddea de' Roberti                                  | Margherita del Sale                               |  |  |       |  |  |                                 |  |  |                                    |  |
| Lionello I Pio di Savoia, signore di Carpi |                                     | Taddea de' Roberti                                  |                                                   |  |  |       |  |  |                                 |  |  |                                    |  |
|                                            |                                     | Galeotto I del Carretto, VIII marchese di Finale    | Lazzarino II del Carretto, VII marchese di Finale |  |  |       |  |  |                                 |  |  |                                    |  |
|                                            |                                     | Galeotto I del Carretto, VIII marchese di Finale    | Lazzarino II del Carretto, VII marchese di Finale |  |  |       |  |  |                                 |  |  |                                    |  |
|                                            |                                     | Galeotto I del Carretto, VIII marchese di Finale    | Caterina del Carretto                             |  |  |       |  |  |                                 |  |  |                                    |  |
| Agnese del Carretto                        |                                     | Galeotto I del Carretto, VIII marchese di Finale    |                                                   |  |  |       |  |  |                                 |  |  |                                    |  |
|                                            |                                     | Vannina Adorno                                      | Raffaele Adorno, doge di Genova                   |  |  |       |  |  |                                 |  |  |                                    |  |
|                                            |                                     | Vannina Adorno                                      | Raffaele Adorno, doge di Genova                   |  |  |       |  |  |                                 |  |  |                                    |  |
|                                            |                                     | Vannina Adorno                                      | Violante Giustiniani-Longhi                       |  |  |       |  |  |                                 |  |  |                                    |  |
| Alberto III Pio di Savoia                  |                                     | Vannina Adorno                                      |                                                   |  |  |       |  |  |                                 |  |  |                                    |  |
|                                            | Giovanni I Pico, conte di Concordia | Francesco II Pico, signore di Mirandola e Concordia |                                                   |  |  |       |  |  |                                 |  |  |                                    |  |
|                                            | Giovanni I Pico, conte di Concordia | Francesco II Pico, signore di Mirandola e Concordia |                                                   |  |  |       |  |  |                                 |  |  |                                    |  |
|                                            | Giovanni I Pico, conte di Concordia |                                                     |                                                   |  |  |       |  |  |                                 |  |  |                                    |  |
| Gianfrancesco I Pico, conte di Concordia   | Giovanni I Pico, conte di Concordia |                                                     |                                                   |  |  |       |  |  |                                 |  |  |                                    |  |
|                                            |                                     | Caterina Bevilacqua                                 | Guglielmo Bevilacqua                              |  |  |       |  |  |                                 |  |  |                                    |  |
|                                            |                                     | Caterina Bevilacqua                                 | Guglielmo Bevilacqua                              |  |  |       |  |  |                                 |  |  |                                    |  |
|                                            |                                     | Caterina Bevilacqua                                 | Taddea Tarlati                                    |  |  |       |  |  |                                 |  |  |                                    |  |
| Caterina Pico                              |                                     | Caterina Bevilacqua                                 |                                                   |  |  |       |  |  |                                 |  |  |                                    |  |
|                                            |                                     | Feltrino Boiardo, conte di Scandiano                | Matteo Boiardo                                    |  |  |       |  |  |                                 |  |  |                                    |  |
|                                            |                                     | Feltrino Boiardo, conte di Scandiano                | Matteo Boiardo                                    |  |  |       |  |  |                                 |  |  |                                    |  |
|                                            |                                     | Feltrino Boiardo, conte di Scandiano                | Bernardina Lambertini                             |  |  |       |  |  |                                 |  |  |                                    |  |
| Giulia Boiardo                             |                                     | Feltrino Boiardo, conte di Scandiano                |                                                   |  |  |       |  |  |                                 |  |  |                                    |  |
|                                            |                                     | Guiduccia da Correggio                              | Gherardo VI da Correggio, signore di Correggio    |  |  |       |  |  |                                 |  |  |                                    |  |
|                                            |                                     | Guiduccia da Correggio                              | Gherardo VI da Correggio, signore di Correggio    |  |  |       |  |  |                                 |  |  |                                    |  |
|                                            |                                     | Guiduccia da Correggio                              |                                                   |  |  |       |  |  |                                 |  |  |                                    |  |
|                                            |                                     | Guiduccia da Correggio                              |                                                   |  |  |       |  |  |                                 |  |  |                                    |  |